# Saskia Esken
Saskia Christina Esken (n. Hofer; Estugarda, 28 de agosto de 1961) é uma política alemã do Partido Social-Democrata da Alemanha (SPD), que atua como co-líder do partido desde sua eleição em dezembro de 2019 (junto com Norbert Walter-Borjans) e reeleita em dezembro de 2021 (junto com Lars Klingbeil). Ela é membro do Bundestag desde 2013 e foi especialista em TI no início dos anos 1990.

## Infância e carreira
Esken nasceu em 1961 em Stuttgart. Após estudos incompletos em literatura e sociologia, obteve, em 1991, um certificado profissional em TI. Ela trabalhou nesta área até o nascimento de seus filhos em 1994.